# Christian Harrison
Christian Harrison (ur. 29 maja 1994 w Shreveport) – amerykański tenisista.
Jest młodszym bratem Ryana Harrisona, również tenisisty.

## Kariera tenisowa
Zawodowym tenisistą Harrison został w 2007.
W rozgrywkach z cyklu ATP Tour wygrał dwa tytuły z pięciu rozegranych finałów.
Podczas US Open 2012 otrzymał wspólnie ze swoim bratem dziką kartę do turnieju gry podwójnej. Amerykanie osiągnęli ćwierćfinał, eliminując m.in. w pierwszej rundzie debel Mariusz Fyrstenberg–Marcin Matkowski (nr 4. rozstawienia). Mecz o udział w półfinale przegrali z Aisamem-ul-Haq Qureshim i Jeanem-Julienem Rojerem.
W rankingu gry pojedynczej najwyżej był na 198. miejscu (2 lipca 2018), a w klasyfikacji gry podwójnej na 36. pozycji (17 marca 2025).

### Finały w turniejach ATP Tour
| Legenda                                      |
| -------------------------------------------- |
| Wielki Szlem                                 |
| Igrzyska olimpijskie                         |
| Tennis Masters Cup / ATP Finals              |
| ATP Masters Series / ATP Tour Masters 1000   |
| ATP International Series Gold / ATP Tour 500 |
| ATP International Series / ATP Tour 250      |

#### Gra podwójna (2–3)
| Końcowy wynik | Nr | Data             | Turniej      | Nawierzchnia  | Partner       | Przeciwnicy                         | Wynik finału         |
| ------------- | -- | ---------------- | ------------ | ------------- | ------------- | ----------------------------------- | -------------------- |
| Finalista     | 1. | 13 stycznia 2021 | Delray Beach | Twarda        | Ryan Harrison | Ariel Behar Gonzalo Escobar         | 7:6(5), 6:7(4), 4–10 |
| Finalista     | 2. | 11 stycznia 2025 | Auckland     | Twarda        | Rajeev Ram    | Nikola Mektić Michael Venus         | walkower             |
| Zwycięzca     | 1. | 9 lutego 2025    | Dallas       | Twarda (hala) | Evan King     | Ariel Behar Robert Galloway         | 7:6(4), 7:6(4)       |
| Finalista     | 3. | 16 lutego 2025   | Delray Beach | Twarda        | Evan King     | Miomir Kecmanović Brandon Nakashima | 6:7(3), 6:1, 3–10    |
| Zwycięzca     | 2. | 1 marca 2025     | Acapulco     | Twarda        | Evan King     | Sadio Doumbia Fabien Reboul         | 6:4, 6:0             |